# Гимназия № 12 (Липецк)
Гимназия № 12 — муниципальное бюджетное общеобразовательное учреждение города Липецка.

## История
Точная дата основания школы неизвестна. Первое документальное упоминание датировано июнем 1919 года..
В середине 1950-х школа несколько раз меняла адрес. С 1960 года школа занимает нынешнее здание на улице Гагарина. С 1990 года на базе школы создана открытая экспериментальная площадка при Липецком государственном педагогическом институте (решение Липецкого Облисполкома № 219 от 28.05.90 г.), в 1994 году школе присвоен статус «школа-гимназия». В 1998 году школа-гимназия №12 была аттестована с присвоением статуса «гимназия».
В городском конкурсе конкурсе 2005-2006 учебного года гимназия № 12 заняла 2-е место в номинации «Образование для будущего». В гимназии есть кабинет—медиатека, где содержится около 600 образовательных медиаресурсов. Ученики гимназии сами создают образовательные сайты. Действуют программы международных обменов
Кабинеты гимназии оборудованы интерактивными досками. В 2012 году были приобретены компьютеры и веб-камеры, а также был проведён ремонт здания. В сентябре 2012 года в гимназии № 12 прошёл финал общероссийского конкурса «Учителя года-2012».